# Khodoriv
Khodoriv (tiếng Ukraina: Ходорів) là một thành phố của Ukraina. Thành phố này thuộc tỉnh Lviv. Thành phố này có diện tích ? km2, dân số theo điều tra dân số năm 2001 là 10565 người.